# Stempellina
Stempellina is een muggengeslacht uit de familie van de Dansmuggen (Chironomidae).

## Soorten
- S. almi Brundin, 1947
- S. bausei (Kieffer, 1911)
- S. cornuta Kieffer, 1922
- S. johannsenii (Thienemann and Bause, 1913)
- S. ranota Webb, 1969
- S. rodesta Webb, 1969
- S. subglabripennis (Brundin, 1947)
- S. tervolae Gilka, 2005